# Środowisko przyrodnicze

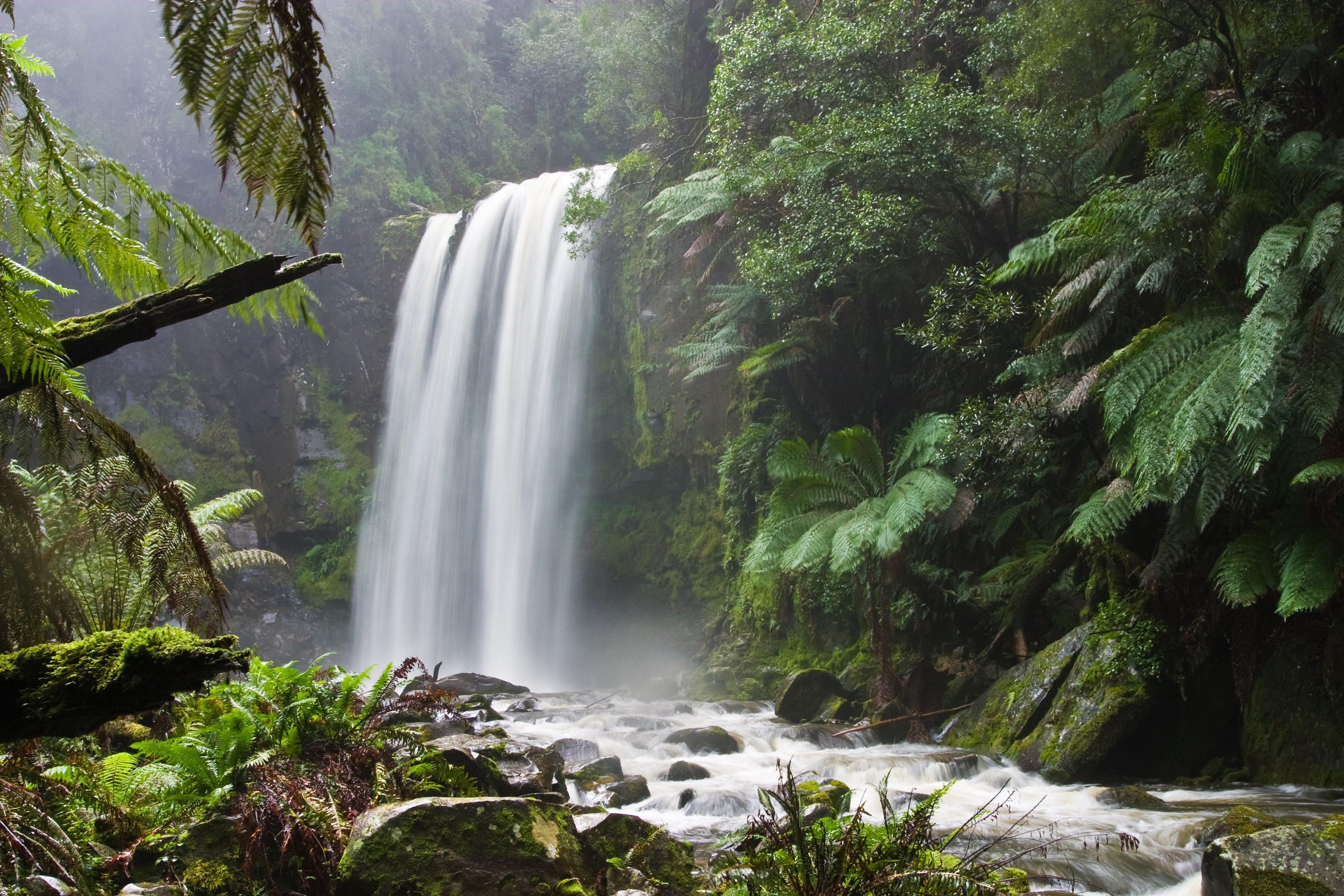
Hopetoun Falls w Australii

Środowisko przyrodnicze, środowisko naturalne – całokształt ożywionych i nieożywionych składników przyrody, ściśle ze sobą powiązanych, otaczających organizmy żywe. W jego ramach można wyróżnić następujące elementy:
- budowa geologiczna
- rzeźba terenu
- klimat
- stosunki wodne
- gleba
- organizmy żywe.

Jedną z zasadniczych właściwości środowiska przyrodniczego jest równowaga naturalna, która zachodzi, gdy odpływ i dopływ energii i materii w przyrodzie są zrównoważone.
Środowisko przyrodnicze znajduje się w ciągłej interakcji z człowiekiem.